# Пойнт-Ленс
Пойнт-Ленс (англ. Point Lance) — містечко в Канаді, у провінції Ньюфаундленд і Лабрадор.

## Населення
За даними перепису 2016 року, містечко нараховувало 102 особи, показавши скорочення на 15,0%, порівняно з 2011-м роком. Середня густина населення становила 3,5 осіб/км².
З офіційних мов обидвома одночасно володіли 5 жителів, тільки англійською — 95.
Працездатне населення становило 56,2% усього населення, рівень безробіття — 22,2% (40% серед чоловіків та 66,7% серед жінок). 77,8% осіб були найманими працівниками, а 33,3% — самозайнятими.

## Клімат
Середня річна температура становить 5,3°C, середня максимальна – 18,2°C, а середня мінімальна – -7,9°C. Середня річна кількість опадів – 1 551 мм.
| Клімат поселення                              | Клімат поселення | Клімат поселення | Клімат поселення | Клімат поселення | Клімат поселення | Клімат поселення | Клімат поселення | Клімат поселення | Клімат поселення | Клімат поселення | Клімат поселення | Клімат поселення | Клімат поселення |
| Показник                                      | Січ.             | Лют.             | Бер.             | Квіт.            | Трав.            | Черв.            | Лип.             | Серп.            | Вер.             | Жовт.            | Лист.            | Груд.            |                  |
| Середній максимум, °C                         | 0,82             | 0,25             | 2,51             | 6,69             | 10,58            | 14,41            | 16,64            | 18,18            | 15,79            | 11,21            | 6,91             | 2,73             |                  |
| Середня температура, °C                       | −3,27            | −3,84            | −1,58            | 2,61             | 6,48             | 10,31            | 13,54            | 15,08            | 12,71            | 8,12             | 3,81             | −0,38            |                  |
| Середній мінімум, °C                          | −7,35            | −7,93            | −5,68            | −1,49            | 2,39             | 6,22             | 10,44            | 11,98            | 9,61             | 5,02             | 0,72             | −3,47            |                  |
| Норма опадів, мм                              | 129              | 134              | 121              | 113              | 121              | 129              | 126              | 110              | 145              | 145              | 153              | 125              |                  |
| Середньомісячна швидкість вітру, м/с          | 8.86             | 7.89             | 7.41             | 6.67             | 5.79             | 5.30             | 5.08             | 5.25             | 5.95             | 6.94             | 7.76             | 8.49             |                  |
| Середньомісячна сонячна радіація, кДж/м²·день | 3964             | 6685             | 10845            | 14086            | 17351            | 19051            | 18755            | 16133            | 12349            | 7538             | 4345             | 3185             |                  |
| --------------------------------------------- | ---------------- | ---------------- | ---------------- | ---------------- | ---------------- | ---------------- | ---------------- | ---------------- | ---------------- | ---------------- | ---------------- | ---------------- | ---------------- |
| Джерело:                                      |                  |                  |                  |                  |                  |                  |                  |                  |                  |                  |                  |                  |                  |